# 2006 Las Vegas Desert Classic
2006 Las Vegas Desert Classic – edycja Las Vegas Desert Classic, która odbyła się w dniach 28 czerwca – 2 lipca 2006.

## Pula nagród
- Zwycięzca – £15,000
- 2. miejsce – £7,500
- Półfinaliści – £5,000
- Ćwierćfinaliści – £3,500
- Przegrani w 2. rundzie – £2,000
- Przegrani w 1. rundzie – £1,350

## Wyniki

### 1. runda
| Darin Young      | 2-6 | Raymond van Barneveld |
| Colin Lloyd      | 1-6 | Chris Mason           |
| Ronnie Baxter    | 3-6 | John Part             |
| Phil Taylor      | 6-0 | Adrian Lewis          |
| Peter Manley     | 6-4 | Steve Beaton          |
| Roland Scholten  | 6-4 | Bob Anderson          |
| Ray Carver       | 3-6 | Mick McGowan          |
| Dennis Priestley | 6-2 | Dennis Smith          |
| Andy Jenkins     | 6-3 | Andy Smith            |
| Kevin Painter    | 4-6 | Andy Hamilton         |
| Wayne Mardle     | 3-6 | Wes Newton            |
| Mark Dudbridge   | 2-6 | Barrie Bates          |
| Gerry Convery    | 2-6 | John MaGowan          |
| Brad Wethington  | 3-6 | Matt Clark            |
| Denis Ovens      | 2-6 | Steven Smith          |
| Terry Jenkins    | 6-1 | Bill Davis            |

### 2. runda
| Peter Manley          | 1-3 | Dennis Priestley |
| John Part             | 3-0 | Roland Scholten  |
| Phil Taylor           | 3-0 | Andy Jenkins     |
| Raymond van Barneveld | 3-0 | Steven Smith     |
| John MaGowan          | 0-3 | Chris Mason      |
| Mick McGowan          | 1-3 | Wes Newton       |
| Barrie Bates          | 1-3 | Terry Jenkins    |
| Matt Clark            | 0-3 | Andy Hamilton    |

### Ćwierćfinały
| John Part             | 3-2 | Terry Jenkins    |
| Raymond van Barneveld | 3-1 | Andy Hamilton    |
| Phil Taylor           | 3-0 | Dennis Priestley |
| Wes Newton            | 3-2 | Chris Mason      |

### Półfinały
| Wes Newton  | 2-4 | John Part             |
| Phil Taylor | 3-4 | Raymond van Barneveld |

### Finał
| Raymond van Barneveld | 3-6 | John Part |

Zwycięzca -–  John Part